# Свети Атанасий (Таксиархис)
Вижте пояснителната страница за други значения на Свети Атанасий.
„Свети Атанасий“ (на гръцки: Αγίου Αθανασίου) е възрожденска православна църква в гревенското село Таксиархис (Куско), Егейска Македония, Гърция.
Църквата е построена в 1840 година на централния площад на селото като енорийски храм. Украсена е с изящни релефи.